# بيرت هوبكينز
بيرت هوبكينز (بالإنجليزية: Bert Hopkins)‏ (3 مايو 1874 في أستراليا - 25 أبريل 1931 في أستراليا) هو لاعب كريكت أسترالي. شارك مع منتخب أستراليا الوطني للكريكت.

## وصلات خارجية
- بيرت هوبكينز على موقع إي آس بي آن كريك إنفو (الإنجليزية)